# Te quiero (Akcent e Galena)
Te quiero è un singolo della cantante bulgara Galena e del gruppo musicale rumeno Akcent, pubblicato il 24 giugno 2015 come estratto dagli album in studio Koj e Love the Show.